# معمارية 8 بت
وحدات المعالجة المركزية 8-بت تستخدم عادة ناقل 8-بت وعنوان مادي 16-بت مما يعني أن فضاء العنونة محدود بـ 64 كيبيبايت لكن هذا ليس قانوناً طبيعياً لذا فهناك استثناءات.
أول معالج دقيق 8-بت كان إنتل 8080 وتم استخدامه في العديد من حواسب الهواة في أواخر السبعينات ومطلع الثمانينات والتي كانت تعمل بـ نظام تشغيل CP/M. كان يُستخدم معالج زد 80 (الذي يتطابق مع 8080) وموتورولا 6800 في حاسبات مماثلة. كان يُستخدم زد 80 ومعالج تقنية أم أو أس 6502 ووحدات المعالجة المركزية 8-بت علي نطاق واسع في الحاسبات المنزلية ونظام لعبة فيديو في السبعينات والثمانينات. العديد من وحدات المعالجة المركزية 8-بت أو متحكم دقيق هي أساس نظام مضمن الشائعة.
هناك 28(256) قيم ممكنة لـ 8-بت.
أول معالجات دقيقة كان طول الكلمة بها 4-بت وقد تطورت تقريباً في 1970. وأول معالج دقيق تجاري كان إنتل 4004 نظام عشري مشفر ثنائيا (1971) الذي تم تطويره لتطبيقات الآلة الحاسبة. وأول معالج 8-بت كان إنتل 8008 (1972) الذي كان مصنوعاً للأجهزة الطرفية الذكية. بدأ معظم المنافسين لإنتل بالمعالجات الدقيقة 8-بت. المنتجات المتنوعة الأحدث من هذه الآلات 8-بت لا زالت أكثر الأنواع الشائعة استخداما في المعالجات في النظم المضمنة.

## قائمة بوحدات المعالجة المركزية 8-بت
يمكن تصنيف وحدة المعالجة المركزية علي أساس بيانات التي يمكنها الوصول إليها في مجموعة التعليمات واحدة. يمكن أن يصل معالج 8-بت إلي 8 بيتات من البيانات في عملية واحدة مقارنة بالمعالج 16-بت الذي يمكنه الوصول إلي 16 بت من البيانات في عملية واحدة.
- فريسكال (موتورولا)
  - فريسكال 68HC08
  - فريسكال 68HC11
- إنتل
  - إنتل 8008
  - إنتل 8080 (8008 متطابق المصدر)
  - إنتل 8085 (8080 متطابق الثنائية)
  - إنتل 8051 (معمارية هارفارد)
- آر سي إيه
  - آر سي إيه 1802
- معالج زد
  - معالج زد 80 (8080 متطابق الثنائية)
  - معالج زد 180 (زد80 متطابق الثنائية)
  - معالج زد 8
  - معالج إي زد 80 (زد80 متطابق الثنائية)
- موتورولا
  - موتورولا 6800
  - موتورولا 6803
  - موتورولا 6809 (متطابق جزئيا 6800 )
- تقنية أم أو أس/مركز التصميم الغربي
  - تقنية أم أو أس 6501
  - تقنية أم أو أس 6502/دبليو دي سي 65سي02
  - تقنية أم أو أس 65CE02
  - تقنية أم أو أس 6507
  - تقنية أم أو أس 6508
  - تقنية أم أو أس 6509
  - تقنية أم أو أس 6510
  - تقنية أم أو أس 8502
  - هادسون سوفت HuC6280
- المتحكم الدقيق PIC
  - الشريحة الدقيقة PIC10
  - الشريحة الدقيقة PIC12
  - الشريحة الدقيقة PIC16
  - الشريحة الدقيقة PIC18
- أخرى
  - عائلة المتحكمات الدقيقة Atmel AVR
  - سلسلة المتحكمات الدقيقة NEC 78K0